# Schmidtiella gemmarum
Schmidtiella gemmarum är en tvåvingeart som beskrevs av Jean-Jacques Kieffer 1914. Schmidtiella gemmarum ingår i släktet Schmidtiella och familjen gallmyggor. Inga underarter finns listade i Catalogue of Life.